# Österreichischer Schüler Golfcup
Der Österreichische Schüler Golfcup (ÖSGC) wurde 2009 erstmals durchgeführt. Es handelt sich um eine Turnierserie des Österreichischen Golf Verbands (ÖGV) für Schüler in 4 Altersklassen: U10, U12, U14 und U16, mit jeweils getrennten Wertungen für Mädchen und Burschen. Das Ziel dieser Turnierserie ist es, Schülern den Zugang zum Golfsport zu erleichtern und den sportlichen Vergleich mit Gleichaltrigen zu ermöglichen.
Die 18-Loch Turniere im Rahmen des ÖSGC werden auf Golfplätzen in ganz Österreich mit Brutto- und Nettowertung (nach Stableford) gespielt. Die Turniere werden während der Schulzeit bevorzugt an Wochenenden, in den Ferien auch während der Woche gespielt. Alle Turniere sind vorgabewirksam. Das Nenngeld für die Kinder ist mit 15 Euro bewusst günstig gehalten.
In allen Altersklassen wird getrennt für Mädchen und Burschen je eine Jahreswertung für „netto“ und „brutto“ erstellt, und zwar aus den 5 besten Ergebnissen jedes Kindes – Voraussetzung für die Aufnahme in die Jahreswertung ist die Teilnahme an mindestens 5 Turnieren.